# Дэвидсон, Даллас
Даллас Дэвидсон (англ. Dallas Davidson) — американский кантри-музыкант, автор-исполнитель из Олбани (Джорджия). Был номинирован на несколько премий, в том числе ACM Awards, CMA Awards и других. Писал песни для таких кантри-исполнителей, как Блейк Шелтон, Люк Брайан, Jake Owen, Randy Houser, Lady Antebellum и Billy Currington. Вместе с Rhett Akins и Ben Hayslip член композиторской команды-трио The Peach Pickers.

## Биография
См. также «Dallas Davidson Career» в английском разделе.

## Дискография и песни
См. также «Dallas Davidson Discography» в английском разделе.
Студийный альбом
- This Ole Boy (2010)

## Награды и номинации
В 2009 году Дэвидсон был соавтором дуэта Brad Paisley-Keith Urban в песне «Start a Band», которая достигла позиции № 1. Эта песня была номинирована на премию Грэмми в категории «Best Country Collaboration with vocals».
В 2010 году был соавтором песен «All About Tonight» (которую исполнял Blake Shelton), «All Over Me» (Josh Turner) и «Rain Is a Good Thing» (Luke Bryan). Все эти песни позволили Дэвидсону получить премию лучшему кантри-автору «Billboard’s Hot Country Music Songwriter of 2010».
В 2012 году Дэвидсон получил премию ACM Songwriter of the Year и был номинирован на ACM Song of the Year (за песню «Just a Kiss»); в 2011 получил премию BMI Country Awards’ Songwriter of the Year вместе с Rhett Akins. Дэвидсон также получил три премии CMA Triple Play Awards (одну в 2010 и две в 2011) за написание трёх и более песен, занимавших позиции № 1 за один год. Он также глава фонда Georgia Music Foundation. В 2015 учредил собственную издательскую компанию (Play It Again) вместе с Austin Marshall.